# Waldstadion Trier
Das Waldstadion Trier ist ein im Weißhauswald gelegenes Fußballstadion mit Leichtathletikanlage im Bezirk West/Pallien der rheinland-pfälzischen Stadt Trier.

## Geschichte
Es wurde am 3. September 1922 unter dem Namen Weißhausstadion eröffnet und war bis 1930 Heimspielstätte des SV Trier 05. Nach dieser Zeit wurde es vom Trierer Fußballverein VfL Trier genutzt. 1937 wurde die Anlage zeitweilig nach dem NSKK-Reichsleiter Adolf Hühnlein benannt und 1946 wieder in seinen ursprünglichen Namen geändert. Nachdem der Post-Sportverein Trier das Stadion von 1957 bis 1959 umfangreich renovierte, bekam es zur Einweihung am 17. Mai 1959 den neuen Namen Waldstadion des Post-SV Trier und wurde fortan hauptsächlich für die Leichtathletik genutzt.
Mitte der 1980er-Jahre bis hin zum Jahr 2000 wurde im Waldstadion Rugby und American Football gespielt. Seit der Saison 2006 trainiert die Rugby-Mannschaft des FSV Trier-Tarforst hier und trägt auch ihre Heimspiele dort aus. Der Rasenplatz wird zudem von der JSG Pallien für Jugendspiele und der Leichtathletikabteilung des PST Trier genutzt. Des Weiteren diente der Hartplatz neben dem Stadion als Heimspielstätte des Fußball-Kreisligisten SG Pallien/Post Trier.
Das heutige Waldstadion steht unter Denkmalschutz. Die alten Mauern und Stehtraversen auf den ehemaligen Tribünen sind noch erhalten. Die Kabine des Stadionsprechers ist auch Teil der Geschichte des Waldstadions, sie wurde dennoch abgerissen. Der ehemalige Trainingsplatz des SV Eintracht Trier 05 ist direkt daneben gelegen; man kann heute noch erkennen, dass sich dort einmal ein Sportplatz befunden hat. Inzwischen wird dieser Platz von einem Waldkindergarten genutzt.
In der Zeit der Nutzung durch den VfL Trier baute der Verein einen weiteren Trainingsplatz hinter dem damaligen Tennisplatz, der heute als Abstellwiese dient. Das Stadion und der Hartplatz wird heute noch von der Stadt Trier sowie den nutzenden Vereinen in Stand gehalten. Moderne Anlagen sind mit Ausnahmen der Umkleidekabinen und einer Flutlichtanlage am Hartplatz im Waldstadion Trier nicht vorhanden.